# 未来MODEL
『未来MODEL』（みらいモデル）は、2004年7月3日から2005年3月26日までテレビ東京系列局と岐阜放送で毎週土曜 22:30 - 22:54 (JST) に放送されていたオーディション番組である。テレビ東京と博報堂DYメディアパートナーズの共同製作。ユニリーバ・ジャパン（スポンサー表記は「LuX」）を筆頭とする複数社提供だった。

## 概要
日本でも世界でも通用するスーパーモデルを発掘し、育成することを目的としていた番組。
第1次オーディションは東京・大阪（第1期では名古屋・札幌・福岡でも開催）で行われ、受験者は面接やウォーキング等の審査を受けていたが、そこで一気に20人近くにまで絞られていた。次の第2次オーディションではワークショップというモデルになるためのレッスンを受けることになるが、指導者のレッスンは非常に厳しく、怒声や叱責の嵐が起こっていたため、参加者にとって最大の試練となった。第1期ではダンサーの宇田渚が、第2期ではモデル講師の高木真理子が参加者に対して壮絶な叱責を浴びせていた。その後の最終審査では約3か月間東京で共同生活することになったが、レッスンを受けながらモデル雑誌やショーなどのオーディションを受けて合格していかなければならなかった。しかも、場合によっては審査員が随時脱落者を決定していくこともあった。そして、共同生活の終了後に優勝者が決定することになった。
ルックスやスタイル、プロポーションはもちろんのこと、減量や過酷なレッスンに耐えられるだけの体力や精神力、英語等の語学力、人間性等様々な面で完璧さを要求されることが多かった。第1期では山口薫が、第2期では滝島麻子がそれぞれ優勝した。

## スタジオMC
- 飯島愛
- 内田朝陽

## エンディングテーマ
- 君に会えてありがとう (Miss Monday)